# Mełgiew (Świdnik)
Pour les articles homonymes, voir Mełgiew.
Mełgiew (prononciation [ˈmɛu̯ɡʲɛf]) est un village de la gmina de Mełgiew du powiat de Świdnik dans la voïvodie de Lublin, situé dans l'est de la Pologne.
Le village est le siège administratif (chef-lieu) de la gmina appelée gmina de Mełgiew.
Il se situe à environ 6 kilomètres à l'est de Świdnik (siège du powiat) et 16 kilomètres à l'est de Lublin (capitale de la voïvodie).
Le village comptait approximativement une population de 990 habitants en 2006.

## Histoire
De 1975 à 1998, le village est attaché administrativement à l'ancienne voïvodie de Lublin.

Depuis 1999, il fait partie de la nouvelle voïvodie de Lublin.